# Trias rosea
Trias rosea là một loài thực vật có hoa trong họ Lan. Loài này được (Ridl.) Seidenf. miêu tả khoa học đầu tiên năm 1976.